# Faster Kill Pussycat
«Faster Kill Pussycat» —en español: «Mata más rápido gatita»— es el primer sencillo del segundo álbum de estudio del productor británico Paul Oakenfold, A Lively Mind. La canción cuenta con la voz de la actriz estadounidense Brittany Murphy y fue coescrita por el cantautor Kelli Ali (ex vocalista del grupo británico de trip hop Sneaker Pimps). El título de la pista es una obra de teatro con el título de la película Faster, Pussycat! Kill! Kill!.
«Faster Kill Pussycat» alcanzó el puesto número siete en el UK Singles Chart en junio de 2006, convirtiéndose en el sencillo de Murphy con más ranking en Gran Bretaña. Fuera del Reino Unido, el sencillo alcanzó el número uno en la lista de Estados Unidos Billboard Hot Dance Club Play y el número dos en la lista de Billboard Hot Dance Airplay. También alcanzó su punto máximo dentro de los 20 primeros en las listas de Irlanda y Nueva Zelanda.

## Video musical
El video musical, filmado en la azotea de un estacionamiento en el centro de Los Ángeles, presenta a Brittany Murphy bailando, con escenas de Oakenfold como DJ y una multitud salvaje. Dirigida por el renombrado director de videos musicales Jake Nava, se estrenó en televisión en mayo de 2006 y recibió difusión en MTV y otros canales de música. También era un video precargado en Zune de Microsoft.

## Lista de canciones
| Maxi-sencillo (Estados Unidos) 1. "Faster Kill Pussycat" (album mix) – 3:14 2. "Faster Kill Pussycat" (Roman Hunter mix) – 5:53 3. "Faster Kill Pussycat" (club mix) – 7:53 4. "Faster Kill Pussycat" (Nat Monday mix) – 6:51 5. "Faster Kill Pussycat" (Liam Shachar mix) – 7:28 6. "Faster Kill Pussycat" (Eddie Baez's Future Disco mix) – 8:42 CD (Reino Unido) 1. "Faster Kill Pussycat" (radio mix) 2. "Faster Kill Pussycat" (club mix) 3. "Faster Kill Pussycat" (Roman Hunter mix) 4. "Faster Kill Pussycat" (Nat Monday mix) 5. "Faster Kill Pussycat" (Liam Shacar mix) 6. "Faster Kill Pussycat" (hip hop mix) | 12" (Reino Unido) A1. "Faster Kill Pussycat" (Roman Hunter mix) A2. "Faster Kill Pussycat" (radio mix) B1. "Faster Kill Pussycat" (Nat Monday mix) B2. "Faster Kill Pussycat" (Liam Shachar mix) Descarga digital (Estados Unidos) 1. "Faster Kill Pussycat" – 3:13 2. "Faster Kill Pussycat" (Roman Hunter mix) – 7:57 3. "Faster Kill Pussycat" (club mix) – 5:53 4. "Faster Kill Pussycat" (Nat Monday mix) – 6:52 5. "Faster Kill Pussycat" (Liam Shachar mix) – 7:27 6. "Faster Kill Pussycat" (Eddie Baez's Future Disco edit) – 4:36 |

## Personal
- Escritores: Paul Oakenfold, Ian Green, Kelli Ali
- Productor, mezcla y programación: Paul Oakenfold
- Voz: Brittany Murphy
- Producción adicional, guitarras y batería: Ian Green

## Recepción
Tras el fallecimiento de Brittany Murphy en diciembre de 2009, la canción volvió a entrar en el número siete en el UK Dance Chart. La canción también entró en el UK Indie Chart en la misma semana, alcanzando el número 13.
| Lista (2006)                            | Posición más alta |
| --------------------------------------- | ----------------- |
| Australia (ARIA)                        | 44                |
| República Checa (Rádio Top 100)         | 51                |
| Irlanda (IRMA)                          | 17                |
| Países Bajos (Mega Single Top 100)      | 74                |
| Nueva Zelanda (Recorded Music NZ)       | 19                |
| Escocia (Scottish Singles Sales Chart)  | 8                 |
| Reino Unido (UK Singles Chart)          | 7                 |
| Reino Unido (UK Dance Chart)            | 6                 |
| Reino Unido (UK Indie Chart)            | 2                 |
| Estados Unidos (Hot Dance Club Songs)   | 1                 |
| Estados Unidos (Dance/Mix Show Airplay) | 2                 |

| Lista (2006)            | Posición |
| ----------------------- | -------- |
| Australian Dance (ARIA) | 46       |
| UK Singles (OCC)        | 95       |

## Lanzamiento
| Región         | Día                 | Formato(s)       | Discográfica(s)     | Ref.   |
| -------------- | ------------------- | ---------------- | ------------------- | ------ |
| Estados Unidos | 18 de abril de 2006 | Descarga digital | Maverick            | [ 5 ]  |
| Reino Unido    | 29 de mayo de 2006  | CD               | Perfecto            | [ 20 ] |
| Australia      | 26 de junio de 2006 | CD               | EMI Music Australia | [ 21 ] |